# Дмитрово (Черкасская область)
Дмитрово (укр. Дмитрове) — село в Городищенском районе Черкасской области Украины.
Население по переписи 2001 года составляло 73 человека. Почтовый индекс — 19532. Телефонный код — 4734.

## Местный совет
19532, Черкасская обл., Городищенский р-н, с. Вороновка, ул. Победы, 17